# Hadrodactylus indefessus
Hadrodactylus indefessus är en stekelart som först beskrevs av Johann Ludwig Christian Gravenhorst 1820.  Hadrodactylus indefessus ingår i släktet Hadrodactylus och familjen brokparasitsteklar. Arten är reproducerande i Sverige. Inga underarter finns listade i Catalogue of Life.